# Pages cachées
 (mai 2023).
Si vous disposez d'ouvrages ou d'articles de référence ou si vous connaissez des sites web de qualité traitant du thème abordé ici, merci de compléter l'article en donnant les références utiles à sa vérifiabilité et en les liant à la section « Notes et références ».
Pour plus de détails, voir Fiche technique et Distribution.
Pages cachées (Тихие страницы) est un film russe réalisé par Alexandre Sokourov, sorti en 1994.
Le film est inspiré par le roman Crime et Châtiment de Fiodor Dostoïevski.

## Fiche technique
- Titre original : Тихие страницы
- Titre français : Pages cachées
- Réalisation : Alexandre Sokourov
- Scénario :  Iouri Arabov
- Photographie : Alexandre Bourov
- Montage : Leda Semionova
- Pays d'origine : Russie
- Format : Couleurs - 35 mm - Mono
- Genre : drame
- Durée : 77 minutes
- Dates de sortie :
  - Allemagne : 12 février 1994 (Berlinale 1994)
  - France : 25 novembre 1998

## Distribution
- Aleksandr Cherednik :
- Sergueï Barkovski :
- Elizaveta Koroliova :
- Galina Nikoulina :

## Distinctions
- Berlinale 1994 : sélection hors compétition
- Festival de Cannes 1995 : sélection en programmation ACID